# 2008년 이바라키현 해역 지진

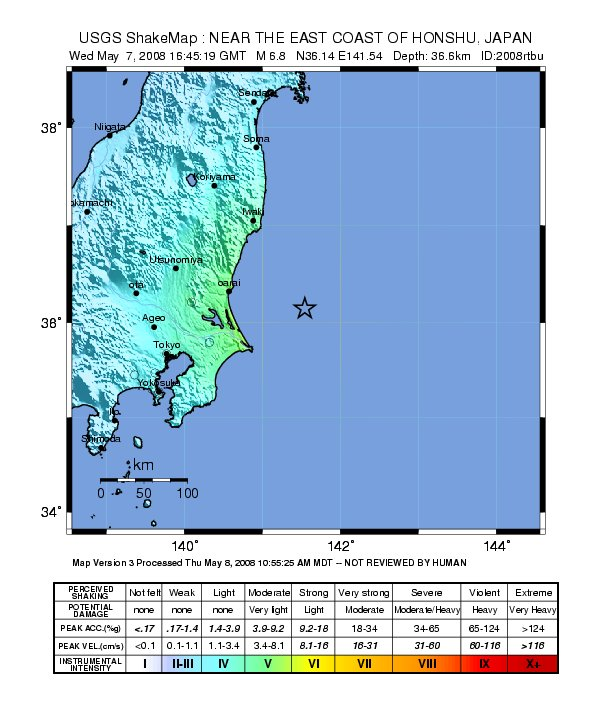
진원지 (USGS)

2008년 이바라키현 해역 지진은 2008년 5월 8일 오전 1시 45분 18.7초 일본 이바라키현 해역에서 일어난 지진이다. 진앙은 북위 36° 13.6′  동경 141° 36.4′  / 북위 36.2267°  동경 141.6067° , 진원 깊이는 51 km, 지진 규모는 M7.0. 이바라키현과 도치기현에서 최대 진도5약을 관측했다. 이 지진에서는 간토 지방의 광범위와 동북 지방의 일부에 긴급지진속보가 발표되었다. 이 지진으로 작은 쓰나미가 관측되었고, 6명이 부상했다.

## 진도
아래는 일본 기상청 진도 계급 기준 진도3 이상을 관측한 도도부현이다.
| 진도 | 도도부현                                                                                        |
| ---- | ----------------------------------------------------------------------------------------------- |
| 5약  | 이바라키현 도치기현                                                                             |
| 4    | 미야기현 후쿠시마현 사이타마현 지바현                                                           |
| 3    | 아오모리현 이와테현 야마가타현 군마현 도쿄도 가나가와현 니가타현 야마나시현 나가노현 시즈오카현 |

## 전진
본 지진에서는 전진 활동이 활발했다. M5이상의 주요 전진은 다음과 같다.
- 05/05 09:26:56.6 M5.1 (진도2)[7]
- 05/07 18:59:01.5 M5.0 (진도2)[8]
- 05/08 01:02:00.3 M6.4 (진도3)[9]
- 05/08 01:03:37.4 M5.8 (진도3)[10]
- 05/08 01:12:26.2 M5.2 (진도2)[11]
- 05/08 01:16:34.0 M6.3 (진도2)[12]

## 같이 보기
- 이바라키현 해역 지진